# Головатый, Сергей Петрович
Серге́й Петро́вич Голова́тый (укр. Сергій Петрович Головатий; род. 29 мая 1954, Одесса) — украинский юрист и политик, действующий судья Конституционного суда Украины. Бывший член Партии регионов.

## Биография
В 1997 году Министерство юстиции Украины, которое тогда возглавлял Головатый, своим письмом запретило Радянскому райсуду г. Киева рассматривать иск по трудовому спору, ответчиком по которому являлась зарегистрированная в Великобритании «Украинская информационная служба ЛТД». Само это дело было крайне скандальным, были документально доказаны факты грубейшего нарушения трудовых прав сотрудников, уничтожения легальной профсоюзной организации с явными признаками совершения уголовно наказуемых деяний. Такие действия Минюста имеют явные признаки таких преступления как превышение власти и совершение должностного подлога.
Народный депутат Украины с марта 1990 года. В 2002 году был избран в Верховную Раду по списку блока Юлии Тимошенко, однако покинул фракцию в 2005 году после положительного голосования за правительство Еханурова (сменившего Тимошенко, отправленную в отставку президентом Ющенко). В марте 2006 года был повторно избран по списку «Нашей Украины», однако в 2007 году неожиданно выступил с критикой позиции партии и блока, требовавшей роспуска парламента и досрочных парламентских выборов. Исключен из «Нашей Украины» за участие в заседании ВРУ 29 марта 2007 года, собранное для обсуждения решения об объявленном Ющенко роспуске парламента. С 2007 года — депутат от Партии регионов.
28 ноября 2012 года выступил с критикой действующего президента Виктора Януковича, заявив в эфире 5-го канала, что «после легализации главой государства фальсификата под названием „закон о референдуме“, следствием может быть исчезновение украинского государства, как независимого». При этом Головатый сообщил, что не намерен в знак протеста покидать фракцию Партии регионов в Верховной Раде, поскольку «выход народного депутата никакого не имеет значения».
С сентября 1995 по август 1997 года был министром юстиции Украины. Вновь занял эту должность в октябре 2005 года в правительстве Юрия Еханурова. Член Совета национальной безопасности и обороны Украины в 1996—1997 годах и в 2006 году.
27 февраля 2018 года назначен судьёй Конституционного суда Украины. 2 марта принял присягу и приступил к выполнению судейских обязанностей.
1 ноября 2018 года включён в санкционный список России.

## Награды
- Орден князя Ярослава Мудрого V ст. (23 августа 2005)[7]
- Заслуженный юрист Украины (7 октября 1995)[8]
- Медаль 25 лет независимости Украины (19 августа 2016)[9]